# Долење Медведје село
Долење Медведје село (словен. Dolenje Medvedje selo) је насељено место у општини Требње, регија Југоисточна Словенија, Словенија.

## Историја
До територијалне реорганизације у Словенији било је у саставу старе општине Требње.

## Становништво
У попису становништва из 2011. године, Долење Медведје село је имало 37 становника.
| Број становника према пописима | Број становника према пописима | Број становника према пописима |
| ------------------------------ | ------------------------------ | ------------------------------ |
| 1991                           | 2002                           | 2011                           |
| 39                             | 37                             | 37                             |

Напомена: Године 1996. и 2005. године умањено за дијелове насеља који су припојени насељу Требње. Године 2006. извршена је мала размена територија између насеља Долење Медведје село и Требње.